# Château de Liechtenstein
Cet article concerne le château autrichien de Liechtenstein. Pour le château allemand de Lichtenstein, voir Château de Lichtenstein. Pour la résidence des princes de Liechtenstein, voir Château de Vaduz.
Le château de Liechtenstein est un château situé en Basse-Autriche près de Maria Enzersdorf, au sud de Vienne. L'édifice, à la lisière de la forêt de Vienne (le Wienerwald), a été construit une première fois au XIIe siècle avant d'être détruit à deux reprises par les Ottomans en 1529 et en 1683. 
Le château resta en ruines jusqu'en 1884, date à laquelle il est restauré par l'architecte Carl Gangolf Kayser. 
Le château de Liechtenstein (pierre brillante) a donné son nom à la famille qui en devint propriétaire, et qui n'allait fonder que plus tard (en 1719) la principauté de Liechtenstein. Le château n'est donc pas situé sur le territoire de la principauté.
La famille de Liechtenstein a possédé une première fois le château de 1140 jusqu'au XIIIe siècle, avant de le récupérer définitivement en 1807.
Aujourd'hui, le château est surtout connu pour le festival de théâtre Nestroy, organisé chaque année pendant l'été.